# Emil Fronz
Emil Fronz (* 17. September 1860 in Wien; † 30. Dezember 1930 ebenda) war ein österreichischer Kinderarzt.
Emil Fronz, Sohn eines k.k. österreichischen Gerichtsarztes, studierte zuerst an der Kunstakademie, wandte sich dann jedoch der Medizin zu und promovierte 1887 zum Dr. med. Er war als Assistent an der Universitätsklinik und im St. Anna Kinderspital tätig. Im Jahr 1898 wurde er Privatdozent, 1902 dann außerordentlicher Professor. Bei Emil von Behring und Otto Heubner in Berlin studierte er die Serumbehandlung der Diphtherie und setzte sich für deren Einführung in Österreich ein. Bis 1918 war er pädiatrischer Berater des Hofes.
Er war der Bruder des Schriftstellers Oskar Fronz senior und des Komponisten Richard Fronz. Sein Neffe war der Theaterdirektor Oskar Fronz junior, sein Stiefsohn der Fußballer und Journalist Max Leuthe. 